# خانه خرم
خانه خرم مربوط به دوره پهلوی اول است و در کرمان، بین خیابانهای فردوسی وپروین اعتصامی واقع شده و این اثر در تاریخ ۷ مهر ۱۳۸۱ با شمارهٔ ثبت ۶۱۲۲ به‌عنوان یکی از آثار ملی ایران به ثبت رسیده است.